# 陳克勤
陳克勤，SBS，JP（1976年4月24日—），香港政治人物，生於中國福建省廈門市，現任香港立法會議員（新界東北）、行政會議成員，以及民建聯主席。

## 生平
陳克勤於1999年香港區議會選舉，在錦豐選區以不足220多票之差擊敗民主黨的何淑萍，成為沙田區議會議員，當時並以23歲之齡，成為香港歷史上最年輕的區議員。
其後於2003年香港區議會選舉，以不足60票之差被當時民主黨的方鎮邦擊敗，連任失敗。
陳克勤亦參與了2004年香港立法會選舉，陳克勤在劉江華、李國英名單的排名最後一名。
2006年，陳克勤獲曾蔭權委任為香港特別行政區行政長官辦公室特別助理，在3月13日上任。他上任前曾向傳媒表示「第一天要先去學影印」，所以也有「影印仔」這個別稱。
陳克勤保留民建聯黨籍，但退出黨內保安事務副發言人的職務，並辭去另外三項公職，包括區議員的職務。
陳克勤於2008年6月16日離任。隨後參與2008年香港立法會選舉新界東選區。陳克勤在政界的知名度不足，因被安排在劉江華名單的第二名，透過民建聯的重點提拔，加上得到民建聯發動傳統鐵票支持而當選。陳克勤曾在選舉論壇中被指誹謗候選人梁國雄，陳克勤曾經承認自己分析能力不夠高，理論水平有限；陳克勤以32歲之齡，成為當時香港特區歷史上最年輕地區直選立法會議員，記録直至2016年香港立法會選舉才被以23歲之齡當選立法會議員的羅冠聰所破。
2012年，他代表民建聯參加2012年香港立法會選舉出戰新界東地區直選，成功當選連任。2016年香港立法會選舉再度以第四高票的48,720票（8.39%），再次成功連任。 他在2021年香港立法會選舉再次以新界東北最多票 (62,855票) 的侯選人當選，再次成功連任。
2022年7月起，擔任行政會議非官守議員。

## 學歷
- 1994年：畢業於有親中背景的漢華中學（自幼稚園開始在該校就讀14年）；
- 1997年：香港中文大學政治與行政學系畢業；
- 2003年：香港中文大學法律與公共行政學碩士畢業，獲副教授黃偉豪指導政治知識、語文技巧[16]。

## 曾擔任的公職
- 民建聯沙田支部統籌主任
- 新界青年聯會主席及青年事務委員會成員

## 現任立法會議員
- 立法會事務委員會工作（2008/09年度及2009/10年度）：
- 環境事務委員會
- 衛生事務委員會
- 房屋事務委員會
- 保安事務委員會
- 民政事務委員會

從政簡歷：
- 1999年：當選沙田區議會民選議員
- 2004年：首次參加立法會（新界東）直選
- 2005年：擔任新界青年聯會主席
- 2005年：獲頒行政長官社區服務獎狀
- 2006年：出任行政長官辦公室特別助理
- 2008年：成功當選立法會議員（新界東）任民建聯環境政策發言人及衛生政策發言人

## 爭議
部分評論質疑陳克勤的資格，認為其當選只因為其排在劉江華選舉名單第二位。
2008年，陳克勤在一個由香港電台主辦的立法會選舉論壇上，曾提出本港青少年往返大陸時需要驗尿以確定沒有服食毒品的建議，惹來不少網民批評。而到了11月11日，政府建議在合理理由下，強制懷疑吸毒人士進行毒品測試。
另在同一個論壇上，他發言支持懲罰缺席的議員，並特別提及「長毛」梁國雄「永遠只開會一分鐘」（因為梁國雄會在舉行會議期間進行抗爭行為而被逐出會議廳），梁國雄回應他的出席紀錄是95%以上（事實上出席會議大部分時間，並非常被逐出會議廳），並指陳的言論可構成誹謗，而梁國雄亦因此向陳克勤發律師信，指控陳克勤誹謗。
他於2008年參與立法會選舉新界東選區，排在劉江華名單的第二名。陳克勤在報章及尖東站的巨型競選宣傳海報中身穿便服跳躍，欲打造活潑形象爭取年輕人選票，但被傳媒揶揄為「選舉海報似賣波鞋」，並有年輕人「不滿陳克勤扮年輕人代表」。
陳克勤於2008年12月10日的立法會會議上詢問周一嶽有否食肆全面禁煙的時間表，不過事實上全港食肆在2007年起已全面禁煙。另在同一詢問時段，他說政府不可能叫大學生落地盤工作。
2022年11月，陳克勤於立法會向環境及生態局局長謝展寰質詢為何香港電燈及中華電力不向俄羅斯採購原油。

## 語文水平
陳克勤於2008年香港立法會選舉當選後接受英語訪問時口吃，不斷發出「er...er...」的聲音，兩度將「Try our best」（盡我們所能）說成「Try our Breast」（試我們的乳房）。視像被上載至youtube，短短兩天已有近40,000人觀看，其英語水平大受嘲諷。傳媒人鄭經翰隨後在電視節目《也文也武一大班》問陳克勤「beast」（野獸）字怎樣讀，陳讀成best音，然後才讀出正音bi:st，鄭經翰笑說：「差點嚇死我。」
陳克勤說自己「畢業於中文中學，英語水平較差是情有可愿」。但2009年11月18日，他在立法會會議上就政改問題詢問政務司司長，把中文「褫奪」的「褫」字讀成「遞/第」（正音同「恥」），被立法會主席曾鈺成糾正（唯曾提供之讀音為「癡」，仍屬錯誤）。
陳克勤承諾會於任期内在立法會内作一次英文發言，並於2012年2月9日“檢討為少數族裔學生制訂的教育政策”辯論中作出4分鐘英文發言。
39個建制派議員2017年9月寫了一封聯署信給教育局長楊潤雄，表達對於大學校園出現「香港獨立」標語的關注。他們表示期望各院校「果斷地取締所有違法港獨宣傳品」，要求教育局跟進。不過，聯署名單入面的謝偉俊本身並不想簽而負責找人聯署的陳克勤解錯英文，誤會了謝偉俊的回覆。謝表示向陳克勤表示「I'll pass」表達他不聯署，但可能因溝通上有誤會而誤以為謝會聯署。